# Riparbella
Riparbella település Olaszországban, Toszkána régióban, Pisa megyében. Lakosainak száma 1588 fő (2023. január 1.). Riparbella Castellina Marittima, Chianni, Lajatico, Montecatini Val di Cecina, Montescudaio és Cecina községekkel határos.

## Népesség
A település lakossága az elmúlt években az alábbi módon változott:
| Lakosok száma | 1626 | 1630 | 1588 |
|               | 2017 | 2018 | 2023 |